# Oneworld
Oneworld és una aliança de quinze aerolínies comercials. Va ser fundada l'1 de febrer de 1999 per American Airlines, British Airways, Canadian Airlines, Cathay Pacific i Qantas. Durant l'any 2005 l'aliança va transportar prop de 20 milions de passatgers.
La raó de les aerolínies per formar una aliança és oferir als seus passatgers productes i prestacions que cap línia aèria per si sola podria lliurar: una flota de 2.000 avions que realitzen 8.500 vols diaris i 570 destinacions internacionals al voltant de tot el món en 135 països.
Les aerolínies membres d' Oneworld han de complir amb la següent promesa: "tractar a tots els passatgers d'Oneworld com si fossin els nostres propis passatgers i ajudar-vos en el primer punt de contacte". La seva missió consisteix a oferir als seus passatgers un Seamless Travel, és a dir, un viatge que sigui expedit i agradable de principi a fi i que doni la possibilitat de triar entre múltiples destinacions.
El setembre del 1999, es van incorporar a l'aliança Iberia i Finnair. El 2000 s'incorpora a l'aliança LAN Airlines.
L'any 2007 es van incorporar tres aerolínies més: Japan Airlines, Malév i Royal Jordanian. També s'integren en igual data dues aerolínies del grup d'empreses LAN Airlines: LAN Argentina i LAN Equador. L'ampliació permet incrementar l'oferta d' Oneworld a 696 destinacions a 141 països.
L'any 2010 es va incorporar l'aerolínia russa S7 Airlines complementant així l'oferta d'Oneworld a 750 destinacions a 150 països. 
El 2012 succeeixen altres sortides i adhesions a l'aliança, la primera és la partida de l'aerolínia hongaresa Malév a la fi del mes de febrer a causa de la seva fallida per problemes financers, i la incorporació de l'alemanya Air Berlin a principis de març del mateix any. A partir del 30 d'octubre de 2013, Qatar Airways és part de l'aliança Oneworld. El març de 2014 s'uneixen a Oneworld TAM Línies Aèries (per la fusió amb LAN Airlines) i US Airways (per la seva incorporació a American Airlines).
El 27 d'octubre de 2017 deixa de volar Air Berlin. Al setembre d'aquest any, i davant el tancament d'operacions, les aerolínies Oneworld havien suspès l'acumulació i bescanvi de punts, quedant l'aliança amb 13 membres.
Les úniques dues aliances rivals que hi són Star Alliance i SkyTeam.

## Membres actuals
A continuació es troba una llista amb les aerolínies de ple dret, filials membre de l'aliança i no membre (el principal membre de OneWorld és American Airlines):

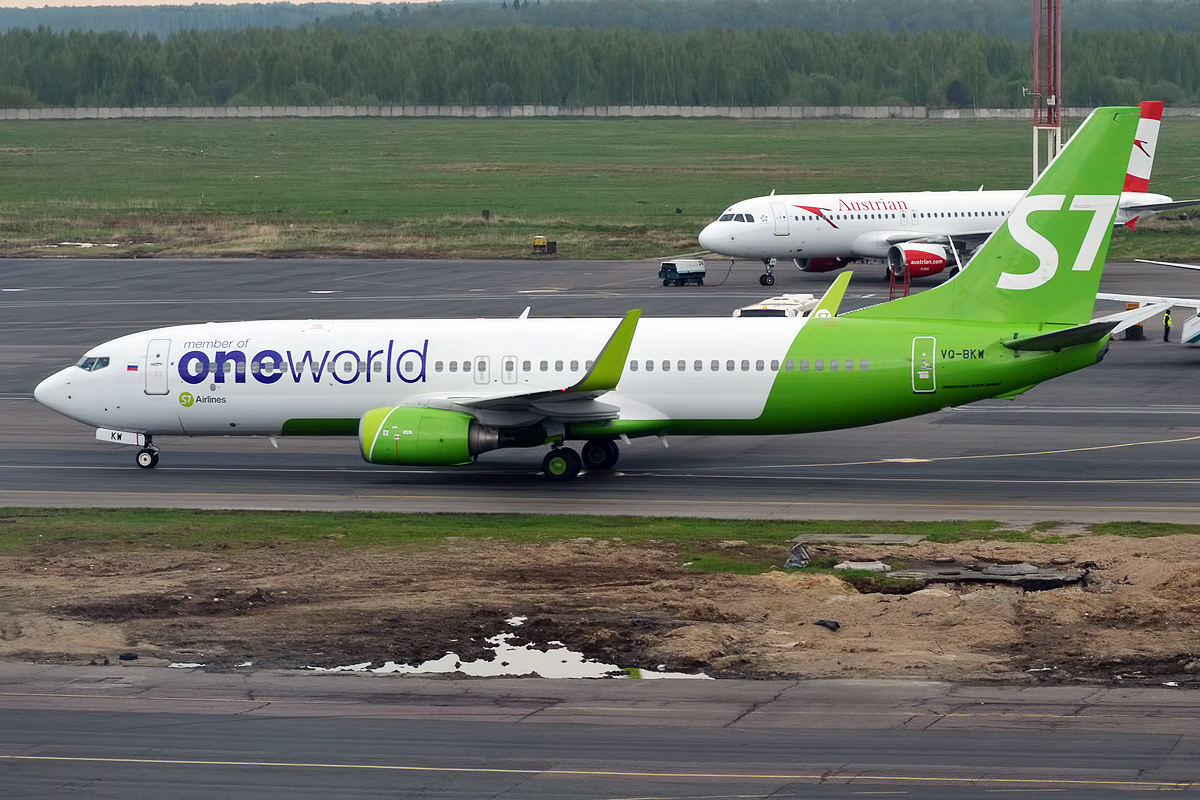
Un Boeing 737-800 de S7 Airlines (Globus Airlines) amb decoració d'Oneworld.

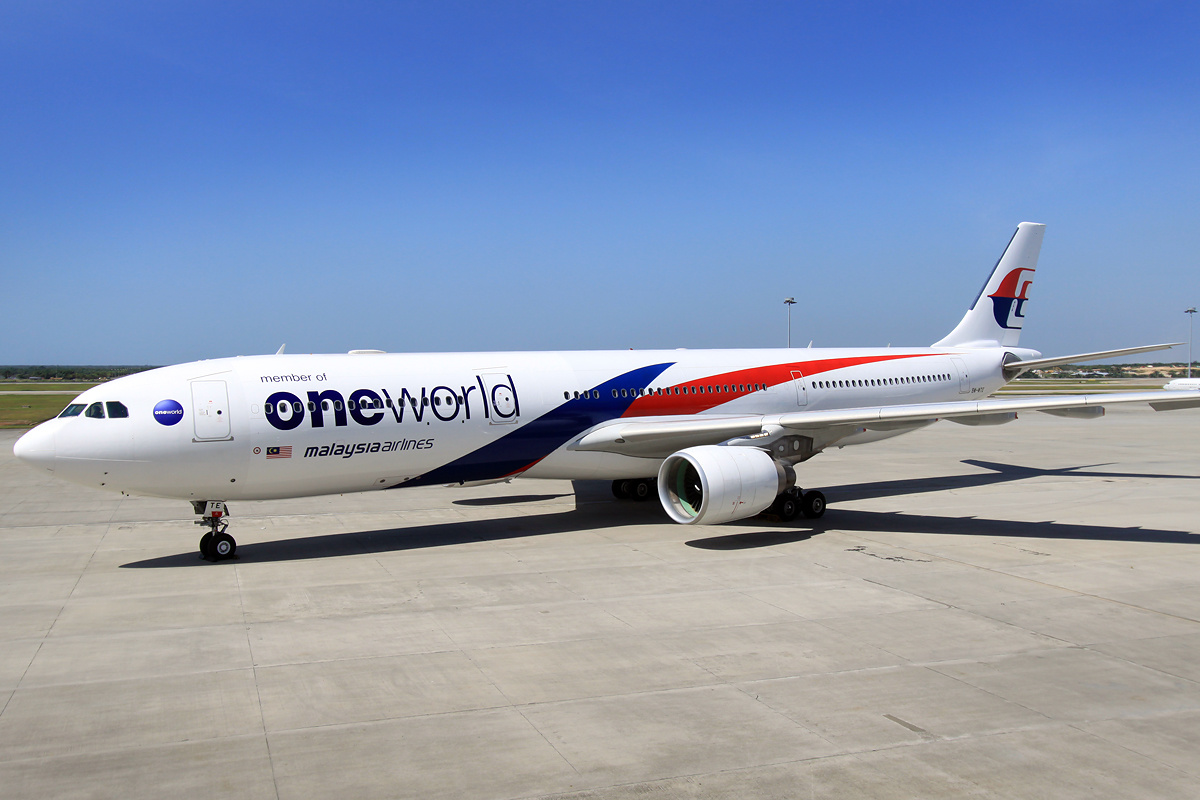
Un Airbus A330 de Malaysia Airlines amb pintura de Oneworld.

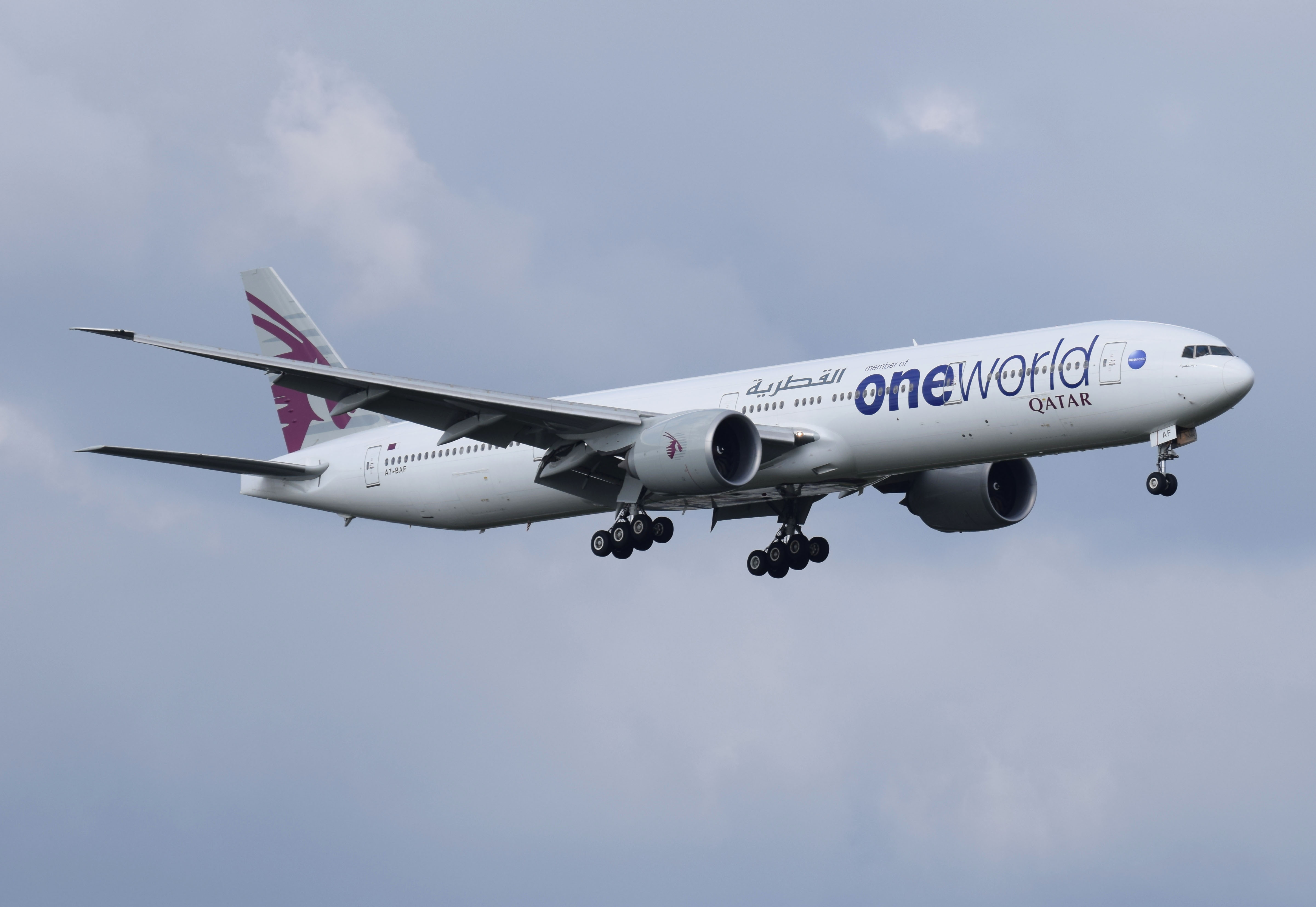
Un Boeing 777-300ER de Qatar Airways el 2014: el primer entre els "Tres Grans "operadors al Golf Pèrsic a signar per qualsevol aliança global d'aerolínies ..

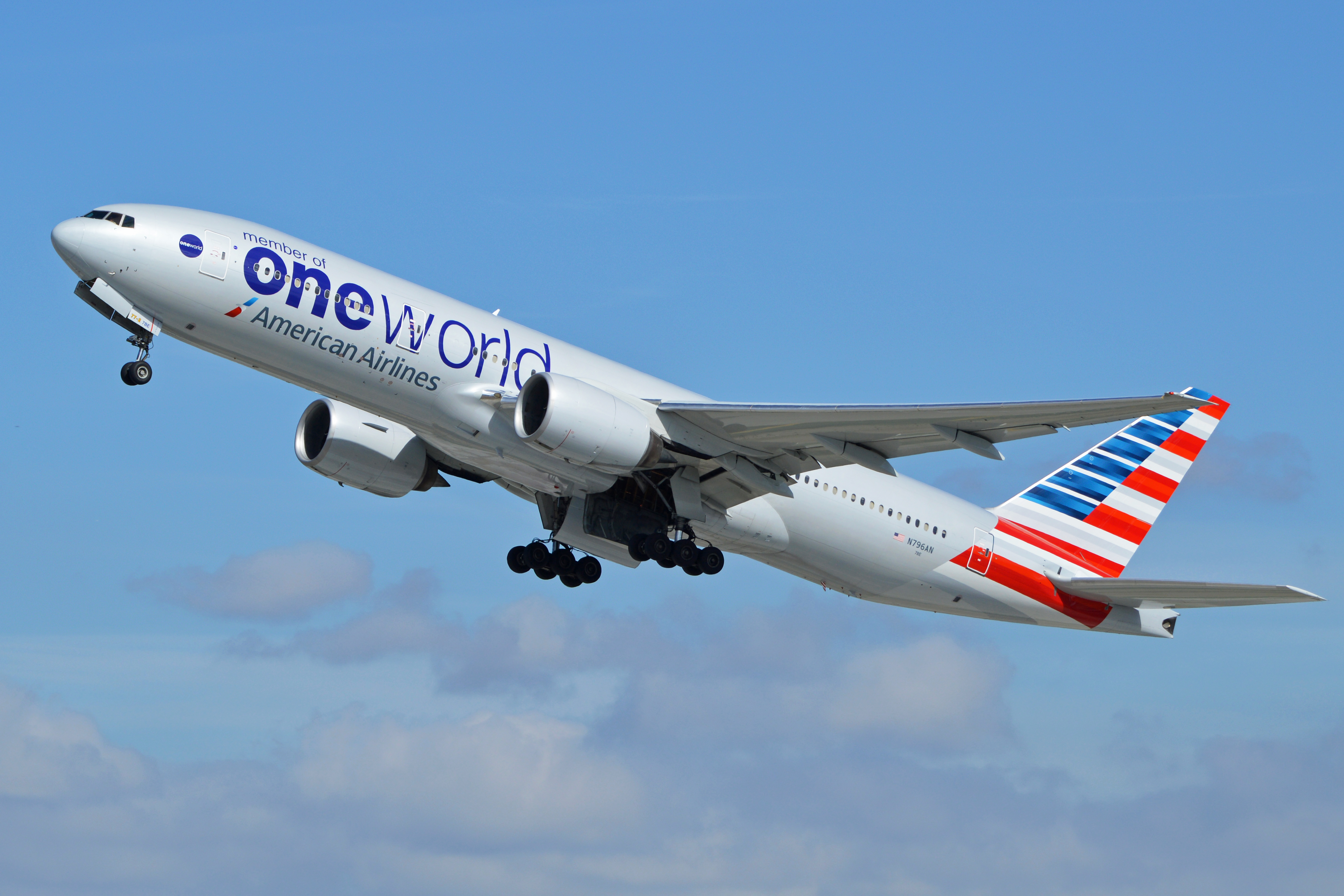
Un Boeing 777-200 ER de American Airlines amb el nou disseny estàndard de Oneworld.

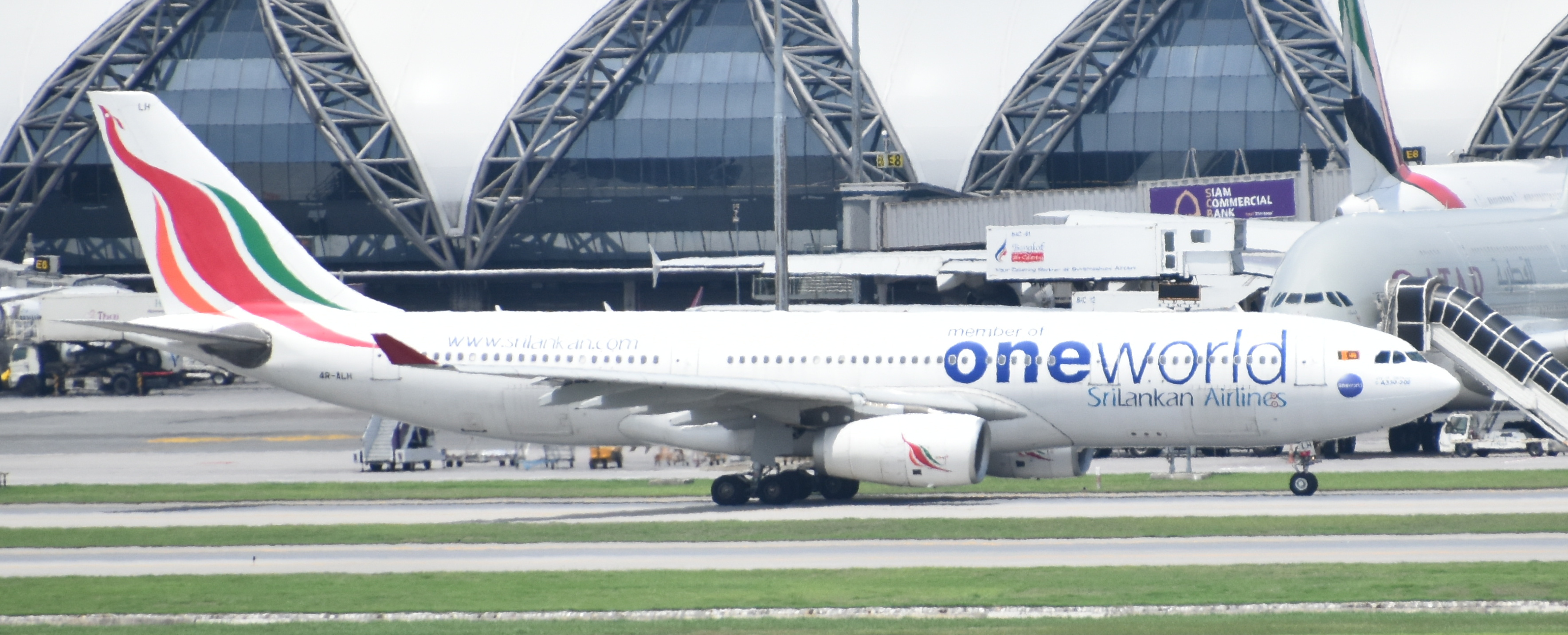
Airbus A330 (4R-ALH) de SriLankan Airlines amb els colors "Oneworld".

## Ressenya històrica
- Va ser creada l'1 de febrer de 1999 per American Airlines, British Airways, Cathay Pacific i Qantas.

- Canadian Airlines va ser membre fins que va ser absorbida per Air Canada que no pertany a aquesta aliança.

- Swiss International Air Lines va ser convidada a ser membre, fins que el 3 de juny del 2004 va decidir no unir-se.

- JAL era la major aerolínia del món no adherida a una aliança multi-lateral, fins que es va unir a Oneworld l'1 d'abril del 2007. Quatre aerolínies subsidiàries del JAL Group també es van incorporar a Oneworld com afiliats: JALways, JAL Express (JEX), J-AIR i Japan Transocean Air (JTA).

- Dragonair es va incorporar a aquesta aliança el primer de novembre del 2007.

- Mexicana d'Aviació va acceptar el 19 d 'abril de 2008 la invitació formal per unir-se a aquesta aliança, després de rebre el vot unànime de les deu aerolínies que llavors pertanyien al grup. És important esmentar que les seus subsidiàries MexicanaClick i MexicanaLink també es van incorporar a aquest grup com afiliades. El 10 de novembre del 2009 es va fer efectiva la seva entrada en l'aliança. Actualment Mexicana d'Aviació està en supensió de pagaments; i no vola.

- S7 Airlines va acceptar el 26 de maig del 2009 la invitació formal per unir-se a aquesta aliança, després de rebre el vot unànime de les deu aerolínies que actualment pertanyen al grup. És important esmentar que es tracta de la primera aerolínia russa occidentalitzada en comptar en exclusiva amb aparells de Boeing i Airbus. La seva adhesió definitiva va ser el 15 de novembre del 2010, i el seu padrí d'entrada a l'aliança ha estat British Airways.

- Air Berlin va sol·licitar formalment l'entrada a Oneworld signant un acord vinculant el 27 de juliol del 2010. L'aerolínia es va incorporar a l'aliança el 20 de març del 2012,[7] tractant de coincidir amb l'obertura de la seva nova base, l'aeroport de Berlin-Brandenburg. La companyia austríaca Niki, membre del grup Air Berlín, també es va convertir en membre afiliat de l'aliança.

- Malaysia Airlines va informar el 7 de juny del 2011 que s'unirà a l'aliança en haver estat aprovada per unanimitat la seva incorporació per part dels consellers delegats de les línies aèries que la componen, en una reunió celebrada a Singapur. Malaysia Airlines es constituirà en el catorzè soci de l'aliança a la fi de 2012, a més de ser la quarta aerolínia asiàtica que s'uneix després de Cathay Pacific, Japan Airlines i la companyia aèria índia Kingfisher Airlines, que passarà a ser membre a partir de l'any 2011. El seu padrí en la incorporació serà Qantas[8]

- SriLankan Airlines va informar el 12 de juny del 2011 que s'uniria a l'aliança en haver estat aprovada per unanimitat la seva incorporació. SriLankan Airlines es va constituir en el quinzè soci de l'aliança a la fi del 2013, dita incorporació tingué lloc a finals del proper any i comptà amb Cathay Pacific com a patrocinador. [9]

- Oneworld ha estat escollida la millor aliança de l'any 2013 per Skytrax.

- El 14 de febrer de 2013, American Airlines va començar a planejar fusionar-se amb US Airways.[10] Després de l'aprovació de la Federal Aviation Administration dels Estats Units, la fusió es va completar el 9 de desembre de 2013. US Airways va deixar Star Alliance el 30 de març de 2014 i es va incorporar a Oneworld com a membre afiliat l'endemà.[11]

- El 7 de març de 2013, LATAM Airlines Group va triar unir-se a Oneworld com a aliança i la filial de LAN LAN Colombia a més de TAM Airlines i la seva filial TAM Paraguay també s'uneixen a Oneworld.[12] LAN Colombia s'uneix a l'aliança l'1 d'octubre del 2013.

- Qatar Airways s'uneix a l'aliança el 30 d'octubre de l'2013.[13] A més va ser nomenada com l' Aerolínia de l'Any per l'agència de qualificació de companyies aèries independents Skytrax els anys 2012 i 2011.

- El 31 de març de 2014, TAM Airlines i US Airways es van unir a Oneworld després de deixar Star Alliance el 30 de març de 2014.[14]

- El 15 d'agost del 2017, Air Berlin va presentar una sol·licitud d'insolvència després que Etihad Airways, amb seu a Abu Dhabi, deixés de finançar la companyia aèria. Posteriorment, Air Berlin va abandonar Oneworld en entrar a la seva administració i va deixar de funcionar el 28 d'octubre de 2017.

- L'1 de juny del 2018, Oneworld presenta a Oneworld Connect, una plataforma d'adhesió similar a la de “Connecting Partners” de Star Alliance amb Fiji Airways com a primer membre a partir del 5 de desembre.[15][16][17]

- El 5 de desembre del 2018, Oneworld va anunciar Royal Air Maroc com a membre electe, que s'unirà a l'aliança a mitjans del 2020.[18][19]